# Olga Smirnova
Olga Vjatsjeslavovna Smirnova (Russisch: Ольга Вячеславовна Смирнова) (Sint-Petersburg, 6 november 1991) is een Russische balletdanseres die sinds 2022 prima ballerina is bij Het Nationale Ballet in Amsterdam. Ze danste op podia in heel Europa en trad op in Peking en Japan.
Smirnova studeerde tot 2011 aan de Vaganova-Balletacademie in Sint-Petersburg. Na haar afstuderen sloot ze zich aan bij het Bolsjojballet, waar ze in 2016 eerste soliste werd.
In maart 2022 verliet ze dit balletgezelschap en vluchtte ze naar Nederland vanwege de Russische inval in Oekraïne. Haar grootvader was een Oekraïens staatsburger. Ze werd meteen daarop aangenomen door Het Nationale Ballet. Op 4 april danste ze in een benefietvoorstelling ten bate van Oekraïne in het Teatro San Carlo in Napels. Haar eerste optreden in Amsterdam met Het Nationale Ballet was op 16 april in Raymonda van Marius Petipa, waarin zij de titelrol danste. Tijdens de oudejaarsconference van 2022 van Claudia de Breij danste ze een stuk uit het Het zwanenmeer van Tsjaikovski.

## Onderscheidingen
- 2009 - Grand Prix van het Michailovski-theater, Sint-Petersburg[5]
- 2012 - Soul of Dance-prijs van het tijdschrift Ballet in de categorie 'Rising Star'[6]
- 2013 - Prix Benois de la Danse in de categorie 'Beste ballerina'[7]
- 2013 - Ms Expressivity op het internationale balletfestival Dance Open in Sint-Petersburg[8]
- 2014 - "Danser van het jaar op het internationale toneel" bij de 42e editie van de Positano Premia la Danza 'Léonide Massine'[9]
- 2016 - Grand Prix van het internationale balletfestival Dance Open in Sint-Petersburg[8]